# 塔馬拉 (卡薩納雷省)

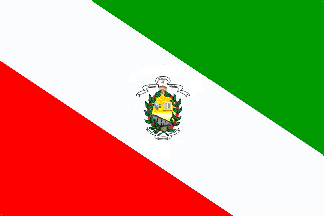

塔馬拉是哥倫比亞的城鎮，位於該國東部，由卡薩納雷省負責管轄，距離首府約帕爾96公里，始建於1628年8月6日，面積1,136平方公里，海拔高度1,102米，2005年人口6,480。
5°49′47″N 72°09′48″W / 5.82972°N 72.1633°W